# Unterwall (Berg bei Neumarkt in der Oberpfalz)
Unterwall ist ein Gemeindeteil der Gemeinde Berg bei Neumarkt in der Oberpfalz im Landkreis Neumarkt in der Oberpfalz in Bayern.

## Geographie
Das Dorf liegt im Oberpfälzer Jura auf circa 440 m ü. NHN beiderseits des Wallerbachs, etwa 2 km nordöstlich des Gemeindesitzes.

## Geschichte
1390 wurde der Ort als Besitz der Sygersdorfer/Syrsdorfer genannt. Im besagten Jahr trat Heinrich der Syrsdorfer, gesessen zu „niedern Wald“, als Urkundenzeuge in Erscheinung. Nach den Syrsdorfern besaßen die Haiden, Meringer und Cratzer Unterwall. Der dortige Herrensitz ist abgegangen. Außer „niedern Wald“ erscheint der Ortsname auch als „Unterwahl“ und „Niederwahl“, heute als „Unterwall“. Das Dorf wurde im Landshuter Erbfolgekrieg (1504/05) gebrandschatzt. In Unterwall besaß das Kloster Gnadenberg ein Gut. Dieser Drittelhof wurde nach der Säkularisation des Klosters vom Klosterrichteramt Gnadenberg an das pfalzgräfliche Pflegamt Haimburg gegeben, dem auch die anderen Höfe des Dorfes unterstanden. 1546 veräußerten die Landschaftsverordneten des Fürsten Ottheinrich u. a. den Zehnt von „Wald“ zur Tilgung von pfalz-neuburgischen Landesschulden an den Rat von Neumarkt. Als im Dreißigjährigen Krieg 1639 die herzogliche Regierung von Amberg von den ihr unterstellten Ämtern Berichte über die Belegungsfähigkeit in den einzelnen Orten für das Winterquartier von Truppen anforderte, wurden der Gnadenbergische Hof sowie vier weitere Höfe als belegungsfähig gemeldet; etwa die Hälfte des Dorfes lag kriegsbedingt wohl öd. Nach dem Krieg erfolgte allmählich der Wiederaufbau aller Höfe.
Gegen Ende des Alten Reiches, um 1800, bestand das Dorf aus insgesamt elf Höfen, die dem Kastenamt Haimburg zinsten. Die Gemeinde besaß ein Hirtenhaus. Die Hochgerichtsbarkeit übte das Pflegamt Haimburg aus. Dem Repertorium zum topographischen Atlasblatt Neumarkt von 1836 ist zu entnehmen, dass Unterwall nunmehr aus 12 Höfen bestand. Andere Quellen sprechen für die gleiche Zeit von 13 Höfen/Häusern. Ein weiterer Hof kam bis 1900 hinzu.
Im Königreich Bayern (1806) wurde Unterwall dem Steuerdistrikt Haimburg, um 1810/20 der Ruralgemeinde Haimburg zugeteilt, die außer Haimburg und Unterwall noch den Gebertshof umfasste. Diese Gemeinde lag im Landgericht Pfaffenhofen des Regenkreises, das 1824 nach Kastl verlegt wurde und fortan Landgericht Kastl hieß. 1939 wurde die Gemeinde Haimburg aufgelöst, Unterwall kam zur Gemeinde Berg im Bezirksamt und späteren Landkreis Neumarkt. Lag die Einwohnerzahl Unterwalls lange Zeit bei 70 bis 80, überschritt sie in den 1980er Jahren trotz deutlichen Anstiegs der Zahl der Wohngebäude nur allmählich die 100er-Marke.

### Einwohnerentwicklung
- 1830: 72 (13 Häuser)[11]
- 1861: 79 (36 Gebäude)[12]
- 1900: 71 (14 Wohngebäude)[13]
- 1937: 56[14]
- 1950: 88 (15 Wohngebäude)[15]
- 1961: 69 (14 Wohngebäude)[16]
- 1987: 100 (27 Wohngebäude, 29 Wohnungen)[17]

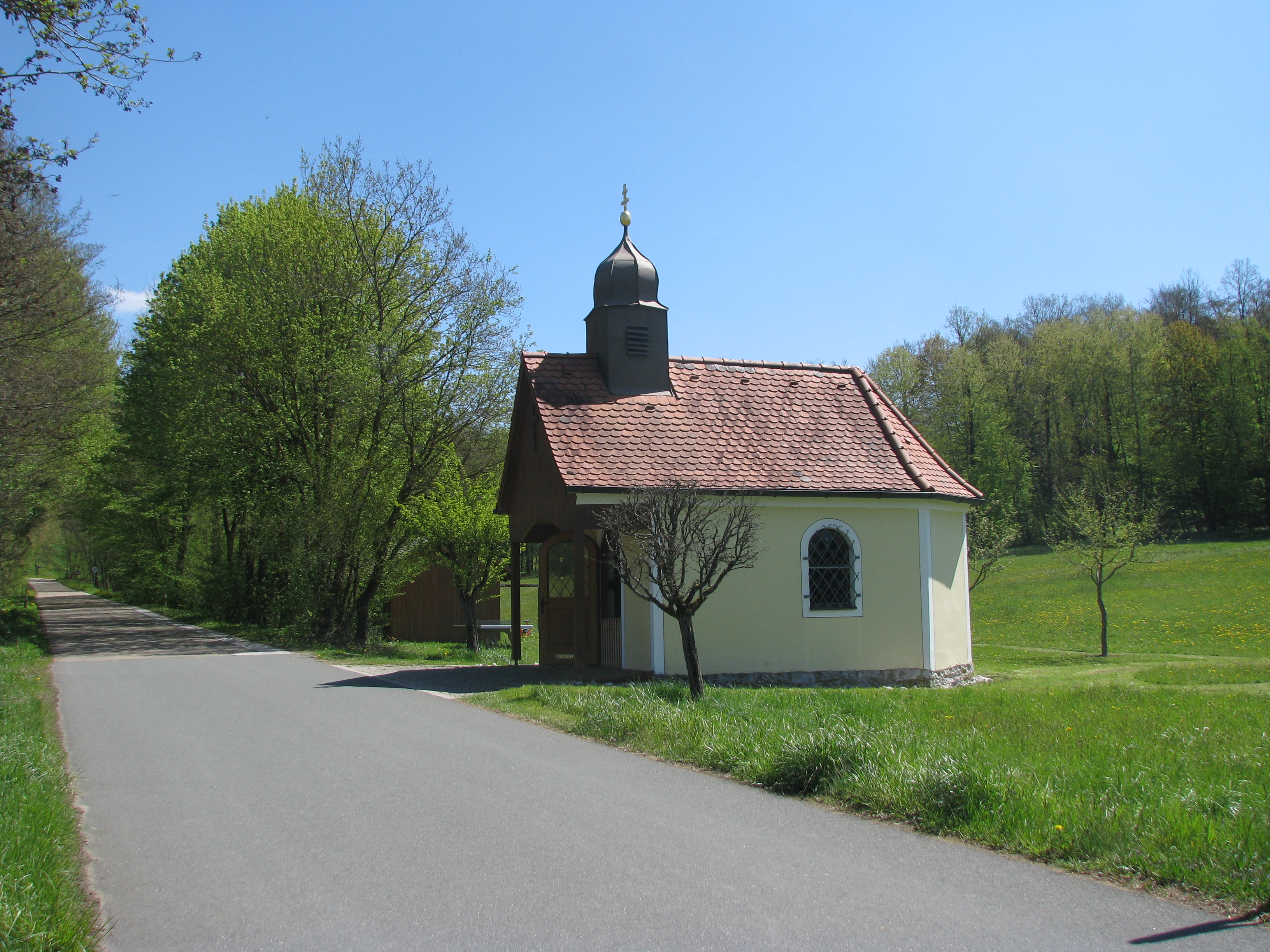
Die Ortskapelle von 1913

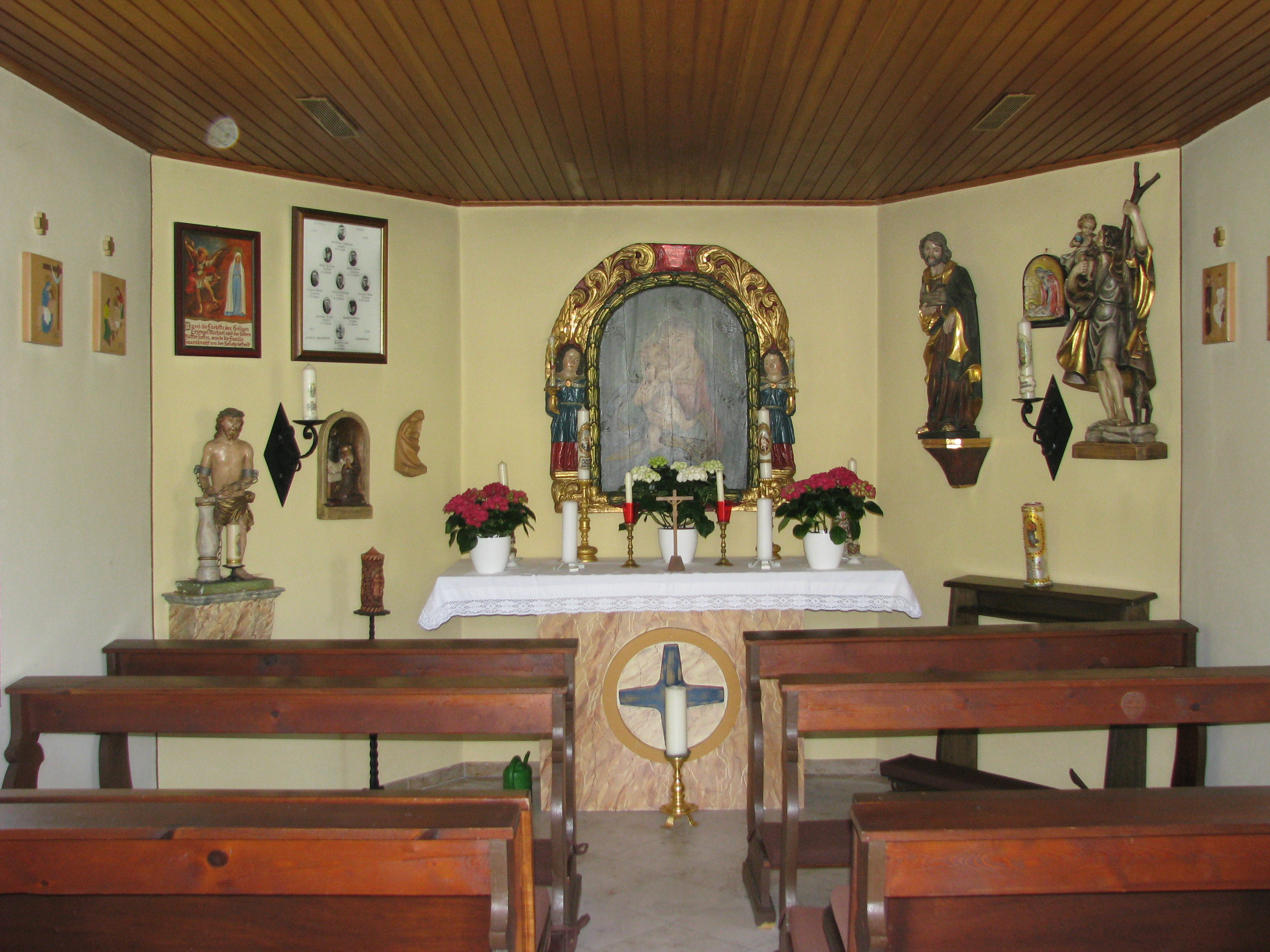
Blick in die Kapelle

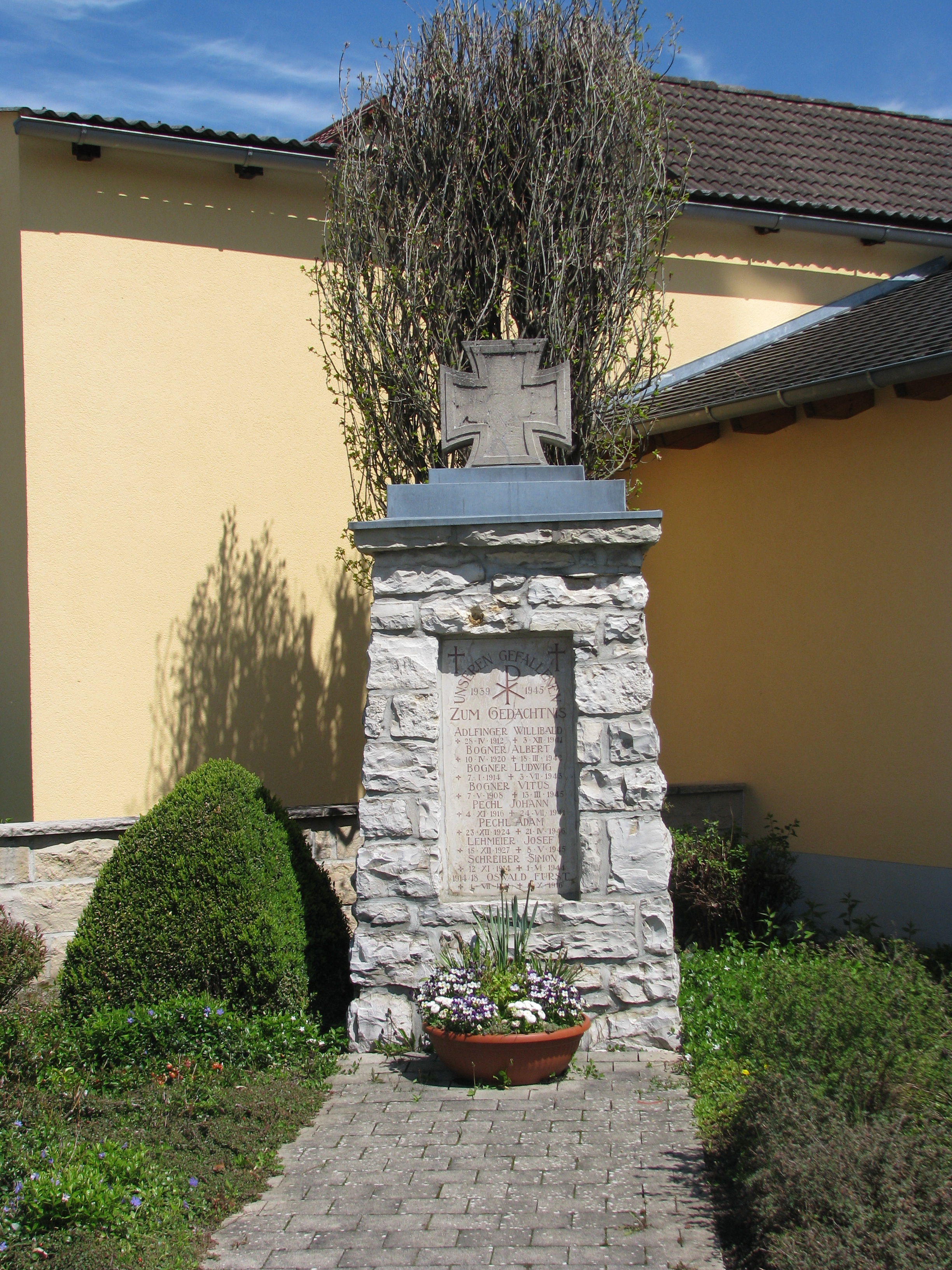
Kriegerdenkmal

- 2015: 109[18]

## Baudenkmäler
- Marienkapelle mit Dachreiter, an der Straße nach Unterwall gelegen und 1913 geweiht.[19]
- Kriegerdenkmal 1939–1945

## Verkehrsanbindung
Unterwall ist über eine Gemeindeverbindungsstraße von Berg her zu erreichen. Diese geht weiter nach Oberwall, wo sie in einen Wirtschaftsweg übergeht, der zum Pilsacher Gemeindeteil Wünn führt.